# Секунда (хоккейный приз)
Секунда  — хоккейный приз, учрежденный в 1997 году газетой «Стрела» (Санкт-Петербург) для хоккеиста, забросившего в сезоне самый быстрый гол. С сезона 2000/2001 учредителем стал «Первый московский часовой завод», и стала также отмечаться самая поздняя по времени шайба, заброшенная в матчах чемпионата России.

## Положение о призе
1. Приз «Секунда» учреждается ООО «Первый московский часовой завод».
2. Приз «Секунда» — памятный приз, который вручается игрокам команды Суперлиги ПХЛ, забросившим самый быстрый гол и самый поздний по времени игры гол в матчах Чемпионата России, включая плей-офф.
3. В случае равенства показателей обладателями Приза становятся игроки, забросившие наиболее значимые для результата шайбы.
4. Приз вручается ежегодно на торжественной церемонии, посвященной подведению итогов хоккейного сезона, официальными представителями ООО «Первый московский часовой завод».
5. Лауреаты награждаются памятными призами, передаваемыми на постоянное хранение.
6. Использование Приза, его названия, изображения в рекламной и иной коммерческой деятельности возможно после заключения соответствующего договора с ООО «Первый московский часовой завод».
7. Изменения и дополнения к настоящему Положению делаются руководством ООО «Первый московский часовой завод» по представлению Профессиональной хоккейной лиги.

## Все обладатели в КХЛ
| Сезон     | Быстрый гол | Игрок             | Команда                | Поздний гол | Игрок           | Команда              |
| --------- | ----------- | ----------------- | ---------------------- | ----------- | --------------- | -------------------- |
| 2017/2018 | 00:05       | Александр Елесин  | «Локомотив», Ярославль | 142:19      | Мика Ниеми      | «Йокерит», Хельсинки |
| 2016/2017 |             |                   |                        |             |                 |                      |
| 2015/2016 | 00:11       | Игорь Бортников   | Югра                   | 111:12      | Джефф Плэтт     | ЦСКА                 |
| 2014/2015 | 00:07       | Джимми Эрикссон   | СКА                    | 101:39      | Роман Любимов   | ЦСКА                 |
| 2013/2014 | 00:12       | Алексей Терещенко | «Ак Барс»              | 126:14      | Андрей Конев    | «Донбасс»            |
| 2012/2013 | 00:08       | Микс Индрашис     | «Динамо» Рига          | 118:48      | Денис Казионов  | «Северсталь»         |
| 2011/2012 | 00:09       | Марек Квапил      | «Динамо» Москва        | 108:54      | Данис Зарипов   | «Ак Барс»            |
| 2010/2011 | 00:06       | Александр Радулов | «Салават Юлаев»        | 109:11      | Андрей Первышин | «Авангард»           |
| 2009/2010 | 00:12       | Иржи Гудлер       | «Динамо» Москва        | 104:44      | Нико Капанен    | «Ак Барс»            |
| 2008/2009 | 00:08       | Алексей Калюжный  | «Динамо» Москва        | 68:43       | Игорь Емелеев   | «Нефтехимик»         |

| Сезон     | Игрок               | Клуб            | Игра                                              | Время |
| --------- | ------------------- | --------------- | ------------------------------------------------- | ----- |
| 2005/2006 | Дмитрий Юшкевич     | «Металлург» Мг  | 25.03.2006 «Лада» — «Металлург» Мг 3:4            | 0:07  |
| 2004/2005 | Сергей Коньков      | «Нефтехимик»    | 02.10.2004 «Салават Юлаев» — «Нефтехимик» 4:2     | 0:17  |
| 2003/2004 | Владимир Чебатуркин | «Ак Барс»       | 25.09.2003 «Сибирь» — «Ак Барс» 3:4               | 0:08  |
| 2002/2003 | Александр Овечкин   | «Динамо» Москва | 06.03.2003 «Динамо» Москва — «Крылья Советов» 3:2 | 0:11  |
| 2001/2002 | Александр Прокопьев | «Авангард»      | 02.10.2001 «Авангард» — «Динамо» Москва 2:2       | 0:10  |
| 2000/2001 | Александр Семак     | «Салават Юлаев» | 23.11.2000 «Салават Юлаев» — «Торпедо» НН 1:5     | 0:15  |
| 1999/2000 | Евгений Корешков    | «Металлург» Мг  |                                                   |       |
| 1998/1999 | Роман Сальников     | «Нефтехимик»    |                                                   |       |
| 1997/1998 | Андрей Пчеляков     | «Северсталь»    |                                                   |       |

| Сезон     | Игрок                            | Клуб                           | Игра                                                                                         | Время        |
| --------- | -------------------------------- | ------------------------------ | -------------------------------------------------------------------------------------------- | ------------ |
| 2005/2006 | Илья Горохов                     | «Локомотив»                    | 26.03.2006 «Химик» МО — «Локомотив» 2:3 от                                                   | 69:23        |
| 2004/2005 | Яромир Ягр                       | «Авангард»                     | 24.03.2005 «Металлург» Мг — «Авангард» 3:4 от                                                | 68:19        |
| 2003/2004 | Владимир Воробьев Валерий Карпов | «Динамо» Москва «Металлург» Мг | 24.11.2003 «Сибирь» — «Динамо» Москва 1:2 от 13.02.2004 «Северсталь» — «Металлург» Мг 1:2 от | 64:59 (бол.) |
| 2002/2003 | Игорь Григоренко                 | «Лада»                         | 23.09.2002 «Лада» — «Ак Барс» 4:2                                                            | 59:59 (п.в.) |
| 2001/2002 | Станислав Шальнов                | «Авангард»                     | 22.09.2001 «Авангард» — «Салават Юлаев» 4:4                                                  | 59:59        |
| 2000/2001 | Вадим Брезгунов                  | ЦСКА                           | 23.11.2000 ЦСКА — «Нефтехимик» 2:2                                                           | 59:59        |